# Jsme jenom lidi
Jsme jenom lidi (v anglickém originále Being Human) je britsko-japonská filmová komedie z roku 1994. Režisérem filmu je Bill Forsyth. Hlavní role ve filmu ztvárnili Robin Williams, John Turturro, Bill Nighy, Vincent D’Onofrio a Robert Carlyle.

## Obsazení
| Robin Williams    | Hector     |
| John Turturro     | Lucinnius  |
| Bill Nighy        | Julian     |
| Vincent D’Onofrio | kněz       |
| Robert Carlyle    | šaman      |
| Theresa Russell   | vypravěčka |
| Simon McBurney    | Hermes     |
| Hector Elizondo   | Dom Paulo  |
| William H. Macy   | Boris      |
| Lorraine Bracco   | Anna       |
| Ewan McGregor     | Alvarez    |